# La Coqueluche
Pour l’article homonyme, voir Coqueluche.
Pour plus de détails, voir Fiche technique et Distribution.
La Coqueluche est une comédie française réalisé par Christian-Paul Arrighi, sorti en 1969.

## Synopsis
Pierre travaille comme conducteur des wagons-lits. Un matin, en rentrant chez lui pour un repos bien mérité, il en est empêché par le chant du coq de sa voisine. Le coq est perché sur le toit, en face de sa fenêtre. Pierre joue les Tarzan, escaladant les toits, pour lui régler son compte. Mais sa voisine le surprend, imaginant qu'il aime le coq. Aussi, elle lui en fait cadeau. Mais l'animal ne peut rester tout seul et Pierre doit l'emmener avec lui et le faire participer à ses voyages nocturnes. Pierre tente de s'en débarrasser en l'éjectant par la fenêtre de son wagon, mais le coq atterrit dans le fourgon suivant, rempli de faisans. Pierre aidé de son ami Albert tente de s'en débarrasser à nouveau à plusieurs reprises. Cependant, ce coq lui revient d'une façon ou d'une autre, lui rendant la vie impossible.

## Fiche technique
- Réalisation : Christian-Paul Arrighi
- Scénario : Christian-Paul Arrighi et Bernard Revon
- Produit par Mag Bodard
- Musique originale : Jean-Claude Pelletier
- Directeur de production : Philippe Dussart
- Montage : Pierre Gillette
- Image : Pierre Lhomme
- Date de sortie en salle : France : 31 mai 1969
- Vidéo : Film toujours inédit en DVD

## Distribution
- Pierre Richard : Pierre
- Michel Galabru : Albert
- Claude Piéplu : le commandant
- Jean-Pierre Darras : Paoli
- Marthe Mercadier : Marie-Blanche Turgan
- René Clermont : De Givray
- Charles Charras : Abel Turgan
- Claude Brosset : l'égoutier
- Renaud Garcia : Gabriel
- Raoul Curet : l'inspecteur SNCF
- Jacques Boudet : un chef de gare
- Pierre Frag : un chef de gare
- Jacques Galland : un officiel
- Bernard Revon : le commandant de CRS
- Maryse Martin : la buraliste
- Claude Evrard : un cheminot
- Henri Coutet : un cheminot
- Michel Robin : le contrôleur

## Commentaire
Il s'agit du premier film dans lequel Pierre Richard tient le rôle principal.